# アルゼンチンラグビー協会
アルゼンチンラグビー協会（アルゼンチンラグビーきょうかい、西: Unión Argentina de Rugby、略称: UAR）は、アルゼンチンにおけるラグビーユニオンの統括団体である。

## 概要
ロス・プーマスをはじめとする代表チームやハグアレスなどのフランチャイズチーム、およびナシオナル・デ・クルベスをはじめとする国内選手権などの組織・運営を担っている。一方で、地域リーグやその参加チームについては、ブエノスアイレスラグビー協会（URBA）やコルドバラグビー協会（UCR）などの各地域協会が管轄している。
国際的には、南アフリカ、ニュージーランド、オーストラリアのラグビー協会と共にSANZAARに参画し、ザ・ラグビーチャンピオンシップ（旧・トライネイションズ）やスーパーラグビーの運営に携わっている。

## 歴史
1899年4月10日、ブエノス・アイレスFC、ローマスAC、ベルグラーノAC、CAロサリオの4クラブによりアルゼンチンラグビー協会の前身となるリバープレートラグビー協会（River Plate Rugby Union）が設立。同時にリバープレートラグビー協会選手権（トルネオ・デ・ラ・URBAの前身）が創設された。
1910年、ブリティッシュ・ライオンズのアルゼンチン遠征に際し、6月12日にアルゼンチン代表としての最初の国際試合が行われた。試合は28-3でブリティッシュ・ライオンズが勝利した。
1928年、最初の地域協会としてロサリオラグビー協会が、1931年にはコルドバラグビー協会が設立。以降も地域協会が順次設立され、ブエノスアイレス以外のチームは各地域協会が管轄する体制となった。
1931年5月18日、リオ・デ・ラプラタ・ラグビー協会（Unión de Rugby del Río de la Plata）に改称。
1951年11月29日、アルゼンチンラグビー協会に改称。
1987年、IRFB（現・ワールドラグビー）に加盟。
1988年、ウルグアイラグビー協会、パラグアイラグビー協会、ブラジルラグビー連盟と共に、南米ラグビー連盟（現・スダメリカラグビー）を設立。
1993年、クラブチームの全国選手権『ナシオナル・デ・クルベス』を創設。
1995年、ブエノスアイレスのチームおよびトルネオ・デ・ラ・URBAを管轄する地域協会としてブエノスアイレスラグビー協会（URBA）が設立され、アルゼンチンラグビー協会から分離。
1998年、地方チーム（ブエノスアイレスラグビー協会以外の地域協会に所属するクラブチーム）の選手権『トルネオ・デル・インテリオール』を創設。
2012年、ロス・プーマスがザ・ラグビーチャンピオンシップに参戦。
2016年、SANZAARに加入。ハグアレスを結成し、スーパーラグビーに参戦。
2020年、COVID-19パンデミックの影響でシーズン打ち切りとなったのを最後にスーパーラグビーから脱退。
2024年2月、国代表チーム用ジャージのメーカーを、ナイキからルコックスポルティフに変更した。

## 地域協会
アルゼンチンラグビー協会は25の地域協会を統括している。
| 地域協会                                                              | 創設年 | 管轄区域                                                             | 備考     | 主要リーグ                                                              |
| --------------------------------------------------------------------- | ------ | -------------------------------------------------------------------- | -------- | ----------------------------------------------------------------------- |
| ブエノスアイレス協会 （Unión de Rugby de Buenos Aires）               | 1995   | ブエノスアイレス首都圏 ブエノスアイレス州東部地域 CAロサリオ         | [ 注 6 ] | トルネオ・デ・ラ・URBA （Torneo de la URBA）                            |
| コルドバ協会 （Unión Cordobesa de Rugby）                             | 1931   | コルドバ州                                                           |          | トルネオ・デ・コルドバ （Torneo de Córdoba）                            |
| ロサリオ協会 （Unión de Rugby de Rosario）                            | 1928   | サンタフェ州ロサリオ                                                 |          | トルネオ・レヒオナル・デル・リトラル （Torneo Regional del Litoral）    |
| サンタフェ協会 （Unión Santafesina de Rugby）                         | 1955   | サンタフェ州サンタフェ                                               |          | トルネオ・レヒオナル・デル・リトラル （Torneo Regional del Litoral）    |
| エントレ・リオス協会 （Unión Entrerriana de Rugby）                   | 1979   | エントレ・リオス州                                                   |          | トルネオ・レヒオナル・デル・リトラル （Torneo Regional del Litoral）    |
| トゥクマン協会 （Unión de Rugby de Tucumán）                          | 1944   | トゥクマン州                                                         |          | トルネオ・レヒオナル・デル・ノロエステ （Torneo Regional del Noroeste） |
| サルタ協会 （Unión de Rugby de Salta）                                | 1958   | サルタ州                                                             |          | トルネオ・レヒオナル・デル・ノロエステ （Torneo Regional del Noroeste） |
| フフイ協会 （Unión Jujeña de Rugby）                                  | 1966   | フフイ州                                                             |          | トルネオ・レヒオナル・デル・ノロエステ （Torneo Regional del Noroeste） |
| サンティアゴ協会 （Unión Santiagueña de Rugby）                       | 1968   | サンティアゴ・デル・エステロ州                                       |          | トルネオ・レヒオナル・デル・ノロエステ （Torneo Regional del Noroeste） |
| 北東部協会 （Unión de Rugby del Nordeste）                            | 1963   | チャコ州 コリエンテス州西部地域                                      |          | トルネオ・レヒオナル・デル・ノルデステ （Torneo Regional del Nordeste） |
| ミシオネス協会 （Unión de Rugby de Misiones）                         | 1977   | ミシオネス州                                                         |          | トルネオ・レヒオナル・デル・ノルデステ （Torneo Regional del Nordeste） |
| フォルモサ協会 （Unión de Rugby de Formosa）                          | 1988   | フォルモサ州                                                         |          | トルネオ・レヒオナル・デル・ノルデステ （Torneo Regional del Nordeste） |
| マル・デル・プラタ協会 （Unión de Rugby de Mar del Plata）            | 1951   | ブエノスアイレス州マル・デル・プラタ                                 | [ 注 7 ] | トルネオ・レヒオナル・パンペアーノ （Torneo Regional Pampeano）         |
| 南部協会 （Unión de Rugby del Sur）                                   | 1954   | ブエノスアイレス州南部地域 ラ・パンパ州一部地域 リオネグロ州ビエドマ |          | トルネオ・レヒオナル・パンペアーノ （Torneo Regional Pampeano）         |
| ブエノスアイレス西部協会 （Unión de Rugby del Oeste de Buenos Aires） | 1986   | ブエノスアイレス州西部地域 ラ・パンパ州                              |          | トルネオ・レヒオナル・パンペアーノ （Torneo Regional Pampeano）         |
| クージョ協会 （Unión de Rugby de Cuyo）                               | 1945   | メンドーサ州                                                         |          | トルネオ・レヒオナル・デル・オエステ （Torneo Regional del Oeste）      |
| サンフアン協会 （Unión Sanjuanina de Rugby）                          | 1952   | サンフアン州                                                         |          | トルネオ・レヒオナル・デル・オエステ （Torneo Regional del Oeste）      |
| サンルイス協会 （Unión de Rugby San Luis）                            | 2003   | サンルイス州                                                         |          | トルネオ・レヒオナル・デル・オエステ （Torneo Regional del Oeste）      |
| アンデス協会 （Unión de Rugby Andina）                                | 2009   | ラ・リオハ州 カタマルカ州                                            |          | トルネオ・レヒオナル・デル・オエステ （Torneo Regional del Oeste）      |
| アルト・バジェ協会 （Unión de Rugby del Alto Valle）                  | 1959   | リオネグロ州アルト・バジェ ネウケン州                                |          | トルネオ・レヒオナル・パタゴニコ （Torneo Regional Patagónico）         |
| アウストラル協会 （Unión de Rugby Austral）                           | 1971   | チュブ州南部地域                                                     |          | トルネオ・レヒオナル・パタゴニコ （Torneo Regional Patagónico）         |
| バジェ・デ・チュブ協会 （Unión de Rugby del Valle de Chubut）         | 1971   | チュブ州バジェ・デル・チュブ                                         |          | トルネオ・レヒオナル・パタゴニコ （Torneo Regional Patagónico）         |
| ティエラ・デル・フエゴ協会 （Unión de Rugby de Tierra del Fuego）     | 2000   | ティエラ・デル・フエゴ州                                             |          | トルネオ・レヒオナル・パタゴニコ （Torneo Regional Patagónico）         |
| 南ラゴス協会 （Unión de Rugby de los Lagos del Sur）                  | 2001   | リオネグロ州南西部地域 チュブ州西部地域                              | [ 注 8 ] | トルネオ・レヒオナル・パタゴニコ （Torneo Regional Patagónico）         |
| サンタクルス協会 （Unión Santacruceña de Rugby）                      | 2008   | サンタクルス州                                                       | [ 注 9 ] | トルネオ・レヒオナル・パタゴニコ （Torneo Regional Patagónico）         |